# Jin Yong
Jin Yong (xinès: 查良鏞)  (Haining City, 10 de març de 1924 - Happy Valley, 30 d'octubre de 2018) fou un escriptor xinès. Jin Yong és un pseudònim; el seu nom autèntic era Louis Cha (查良鏞博士) i tenia el títol de doctor.
Fou un novel·lista de molt èxit (font: Zaichina) en llengua xinesa especialista en el tema d'arts marcials wuxia del qual fou un dels tres grans autors juntament amb Gu Long i Liang Yusheng. La lectura de les seves obres ajuden a conèixer millor la cultura de la Xina. En un seminari (1999) va manifestar :“La política i els sistemes econòmics i socials han canviat al llarg del temps, però solament la naturalesa humana continua igual”. Les principals novel·les les va escriure entre 1955 i 1972.
El 1948 va traslladar-se a Hong Kong. Co- fundador del diari hongkonès “Ming Pao” el 1959, va ser un dels ponents de la Llei Bàsica de la Regió Administrativa Especial de Hong Kong. Fou vicepresident honorari de l'Associació xinesa d'Escriptors.

## Obres
Autor d'una quinzena d'obres algunes de les quals han estat traduïdes a altres llengües malgrat la seva complexitat a causa de les diferències culturals. Les de més èxit se n'han fet versions en pel·lícules, sèries de televisió, jocs i còmics. Les arrels de les seves novel·les són el confucianisme, el budismei el taoisme. Les seves obres més representatives són: 
- “L'Espasa del Cel i el Sabre Dragó “ (倚天屠龍記)
- ”La llegenda dels Herois Cóndor” (射鵰英雄傳)
- “El Retorn dels Herois Cóndor” (神鵰俠侶)
- “Semidéus i Semidimonis “ (天龍八部)
- “ El Somrient Rodamón Orgullós”(笑傲江湖)
- “El cérvol i el calder” (鹿鼎記)